# Arye Gross

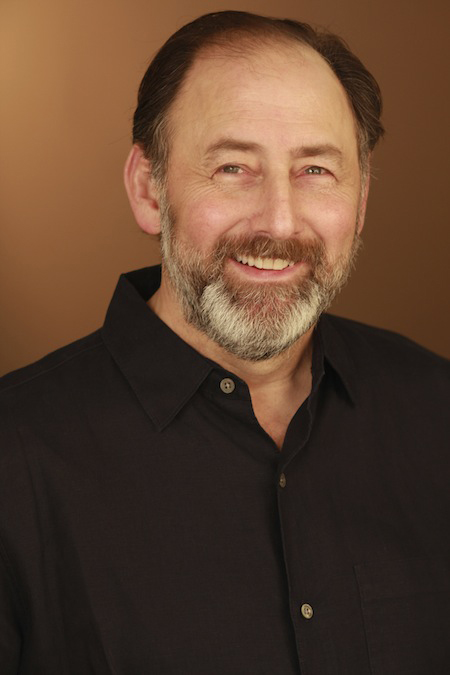
Arye Gross, 2016

Arye Gross (* 17. März 1960 in Los Angeles, Kalifornien) ist ein US-amerikanischer Schauspieler.

## Leben und Leistungen
Gross entstammt wurde 1960 als drittes Kind von Joseph und Sheri Gross in Los Angeles geboren. Er studierte an der University of California und an dem Conservatory at South Coast Repertory. Es folgten einige Theaterrollen in der Region von Los Angeles an der South Coast Repertory, am El Teatro Campesino, am Pasadena Playhouse, am Odyssey Theater Ensemble, am MET Theater und am Stages Theater Center.
In der Komödie Soul Man (1986) spielte er an der Seite von C. Thomas Howell und Rae Dawn Chong eine größere Rolle. Im Actionfilm Tequila Sunrise trat er neben Mel Gibson, Michelle Pfeiffer und Kurt Russell auf. In den Jahren 1994 bis 1995 war er in der Fernsehserie Ellen zu sehen. In der Komödie Der Hollywoodkiller (1997) spielte er neben Joe Pantoliano eine der Hauptrollen. Eine weitere Hauptrolle folgte im preisgekrönten Filmdrama Big Eden (2000). Im Actionfilm Nur noch 60 Sekunden (2000) trat Gross neben Nicolas Cage und Angelina Jolie auf.
Gross ist seit 1999 mit Lisa Schulz verheiratet. Aus der Ehe ging 2006 eine Tochter hervor.

## Filmografie (Auswahl)
- 1982: Noch Fragen Arnold? (Diff'rent Strokes, Fernsehserie, 1 Episode)
- 1984: Der Exterminator – 2. Teil (Exterminator 2)
- 1985: Knight Rider (Fernsehserie, 1 Episode)
- 1985: Als Junge ist sie Spitze (Just One of the Guys)
- 1986: Remington Steele (Fernsehserie, 1 Episode)
- 1986: Soul Man
- 1987: House II – Das Unerwartete (House II: The Second Story)
- 1987: Homeland – Gewalt im Untergrund (Into the Homeland, Fernsehfilm)
- 1988: Der Couch-Trip (The Couch Trip)
- 1988: Tequila Sunrise
- 1989: Die Experten (The Experts)
- 1990: A Matter of Degrees
- 1990: Wild Boys – Der Sommer ihres Lebens (Coupe de Ville)
- 1990: Sex, Liebe und Freundschaft (Shaking the Tree)
- 1991: For the Boys – Tage des Ruhms, Tage der Liebe (For the Boys)
- 1992: Boris und Natasha – Dümmer als der CIA erlaubt (Boris and Natasha, Fernsehfilm)
- 1992: Spezialeinheit IQ (A Midnight Clear)
- 1992: Opposite Sex – Der kleine Unterschied (The Opposite Sex and How to Live with Them)
- 1993: Hexina – Schön verrückt und gefährlich (Hexed)
- 1994: Confessions: Two Faces of Evil (Fernsehfilm)
- 1994–1996: Ellen (Fernsehserie, 42 Episoden)
- 1995: Friends (Fernsehserie, 1 Episode)
- 1996: Reptile Man (Brittle Glory)
- 1996: Schatten der Schuld (Mother Night)
- 1996: Timelock
- 1996: The Elevator
- 1997: Der Hollywoodkiller (Tinseltown)
- 1997: Big City Blues
- 1997: The Player (Fernsehfilm)
- 1997–1998: Profiler (Fernsehserie, 2 Episoden)
- 1997, 2002: Practice – Die Anwälte (The Practice, Fernsehserie, 5 Episoden)
- 1998: Spoiler – Verdammt im Eis (Spoiler)
- 1998: Cybill (Fernsehserie, 1 Episode)
- 1998: Outer Limits – Die unbekannte Dimension (The Outer Limits, Fernsehserie, 1 Episode)
- 1998: Diagnose: Mord (Diagnosis Murder, Fernsehserie, 4 Episoden)
- 1998: Chow Bella
- 1998: Millennium – Fürchte deinen Nächsten wie Dich selbst (Millennium, Fernsehserie, 1 Episode)
- 1999: König Artus in L.A. (Arthur′s Quest, Fernsehfilm)
- 1999: Sechs unter einem Dach (Get Real, Fernsehserie, 2 Episoden)
- 1999: Agenten des Todes (In the Company of Spies, Fernsehfilm)
- 1999: 7 Girlfriends (Seven Girlfriends)
- 1999: The Prince and the Surfer
- 2000: Big Eden
- 2000: Nur noch 60 Sekunden (Gone in Sixty Seconds)
- 2000, 2004: Für alle Fälle Amy (Judging Amy, Fernsehserie, 2 Episoden)
- 2001: Akte X – Die unheimlichen Fälle des FBI (The X-Files, Fernsehserie, 1 Episode)
- 2001: Burning Down the House
- 2001: Ein Hauch von Himmel (Touched By An Angel, Fernsehserie, 1 Episode)
- 2001: Rubbernecking
- 2001: Emergency Room – Die Notaufnahme (ER, Fernsehserie, 1 Episode)
- 2002: Minority Report
- 2002: Strong Medicine: Zwei Ärztinnen wie Feuer und Eis (Strong Medicine, Fernsehserie, 1 Episode)
- 2003: Six Feet Under – Gestorben wird immer (Six Feet Under, Fernsehserie, 3 Episoden)
- 2003: The West Wing – Im Zentrum der Macht (The West Wing, Fernsehserie, 1 Episode)
- 2004: The Guardian – Retter mit Herz (The Guardian, Fernsehserie, 1 Episode)
- 2004: Without a Trace – Spurlos verschwunden (Without a Trace, Fernsehserie, 1 Episode)
- 2005: Criminal Intent (Fernsehserie, Episode 4x20 No Exit)
- 2005: Three Wise Guys (Fernsehfilm)
- 2005–2006: Wildfire (Fernsehserie, 12 Episoden)
- 2006: Grey’s Anatomy (Fernsehserie, Episode 3x05)
- 2007: Mystery Woman (Fernsehserie, 1 Episode)
- 2007: Numbers – Die Logik des Verbrechens (Numbers, Fernsehserie, 1 Episode)
- 2007: Medium – Nichts bleibt verborgen (Medium, Fernsehserie, 3 Episoden)
- 2007: Burn Notice (Fernsehserie, 1 Episode)
- 2007: Law & Order: Special Victims Unit (Fernsehserie, 1 Episode)
- 2007–2008: The Riches (Fernsehserie, 4 Episoden)
- 2008: CSI: NY (Fernsehserie, 1 Episode)
- 2008: Cold Case – Kein Opfer ist je vergessen (Cold Case, Fernsehserie, 1 Episode)
- 2009: Ghost Whisperer – Stimmen aus dem Jenseits (Ghost Whisperer, Fernsehserie, 1 Episode)
- 2009: Die exzentrischen Cousinen der First Lady (Grey Gardens, Fernsehfilm)
- 2009: Dollhouse (Fernsehserie, 1 Episode)
- 2009–2016: Castle (Fernsehserie, 17 Episoden)
- 2010: Ein letzter Sommer – Harvest (Harvest)
- 2010: Leverage (Fernsehserie, Episode 3x02)
- 2010: The Mentalist (Fernsehserie, Episode 3x06)
- 2010: Lie to Me (Fernsehserie, Episode 3x07)
- 2010–2011: The Defenders (Fernsehserie, 2 Episoden)
- 2011: The Protector (Fernsehserie, Episode 1x05)
- 2011: Fringe – Grenzfälle des FBI (Fringe, Fernsehserie, Episode 4x05)
- 2012: Atlas Shrugged II: The Strike
- 2012: Commencement
- 2015: Criminal Minds (Fernsehserie, Episode 10x13)
- 2016: Diani & Devine Meet the Apocalypse
- 2017: The Lady Killers
- 2017: Designated Survivor (Fernsehserie, Episode 2x01)
- 2018: Nostalgia
- 2018: MacGyver (Fernsehserie, Episode 2x22)
- 2019: First Love
- 2019: GLOW (Fernsehserie, Episode 3x03)
- 2020: How to Get Away with Murder (Fernsehserie, Episode 6x10)
- 2022: Better Call Saul (Fernsehserie, Episode 6x09)
- 2022: The Rookie (Fernsehserie, Episode 4x19)